# Schluckbildchen

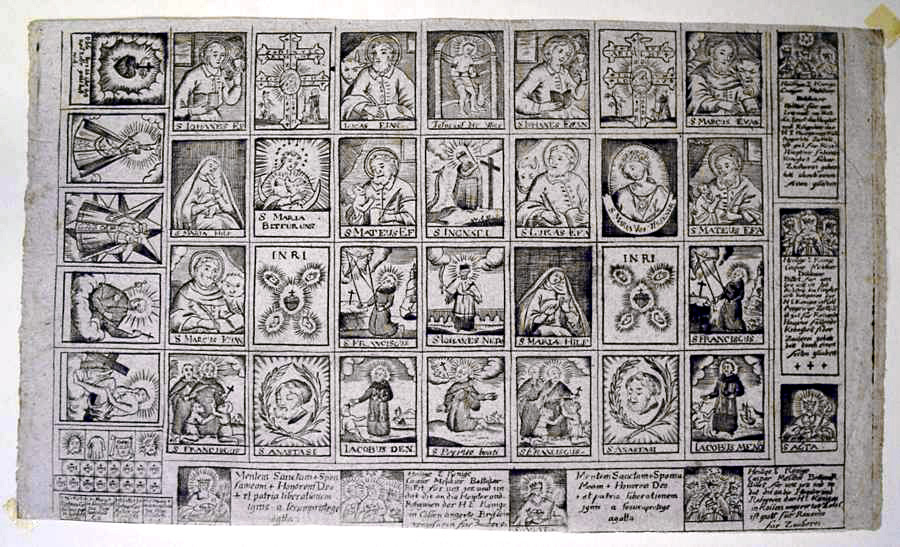
Ein Bogen Schluckbildchen mit verschiedenen Motiven

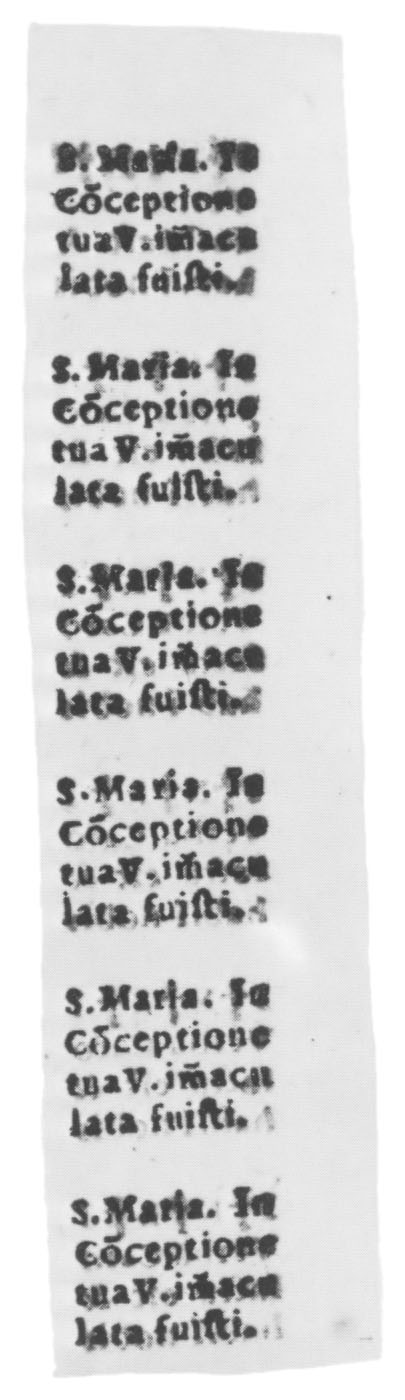
Esszettel mit einem Versikel aus dem Stundenbuch zum Fest der Unbefleckten Empfängnis: Sancta Maria. In conceptione tua [o Virgo] immaculata fuisti („In deiner Empfängnis, [o Jungfrau], bist du ohne Makel geblieben“)

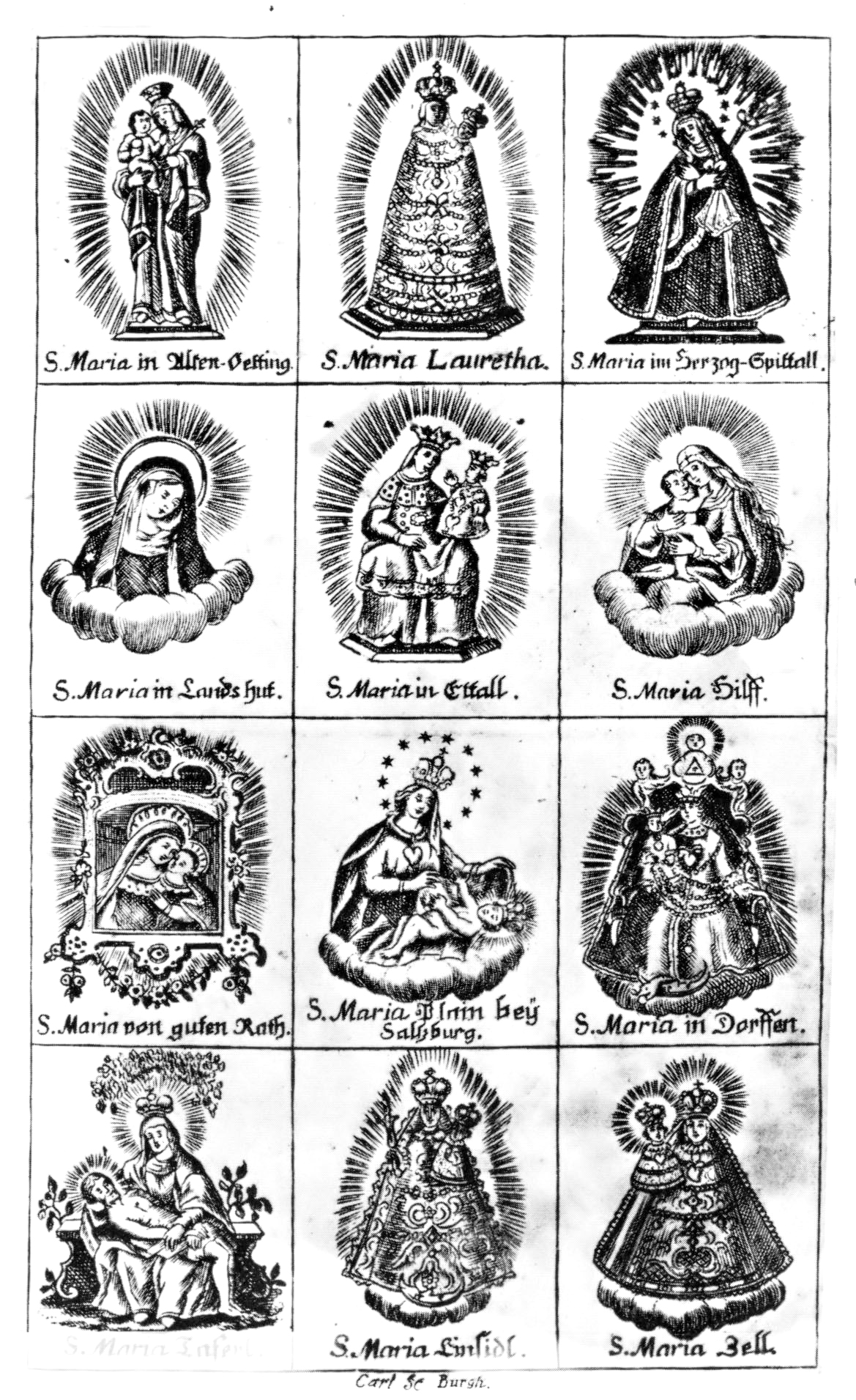
Bogen mit zwölf Schluckbildchen verschiedener Gnadenbilder der Jungfrau Maria, um 1780

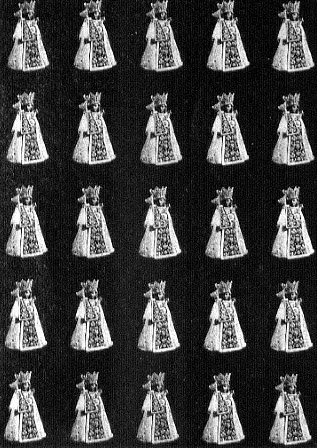
Schluckbildchenbogen mit Klischeedruck des Gnadenbilds von Altötting, um 1910

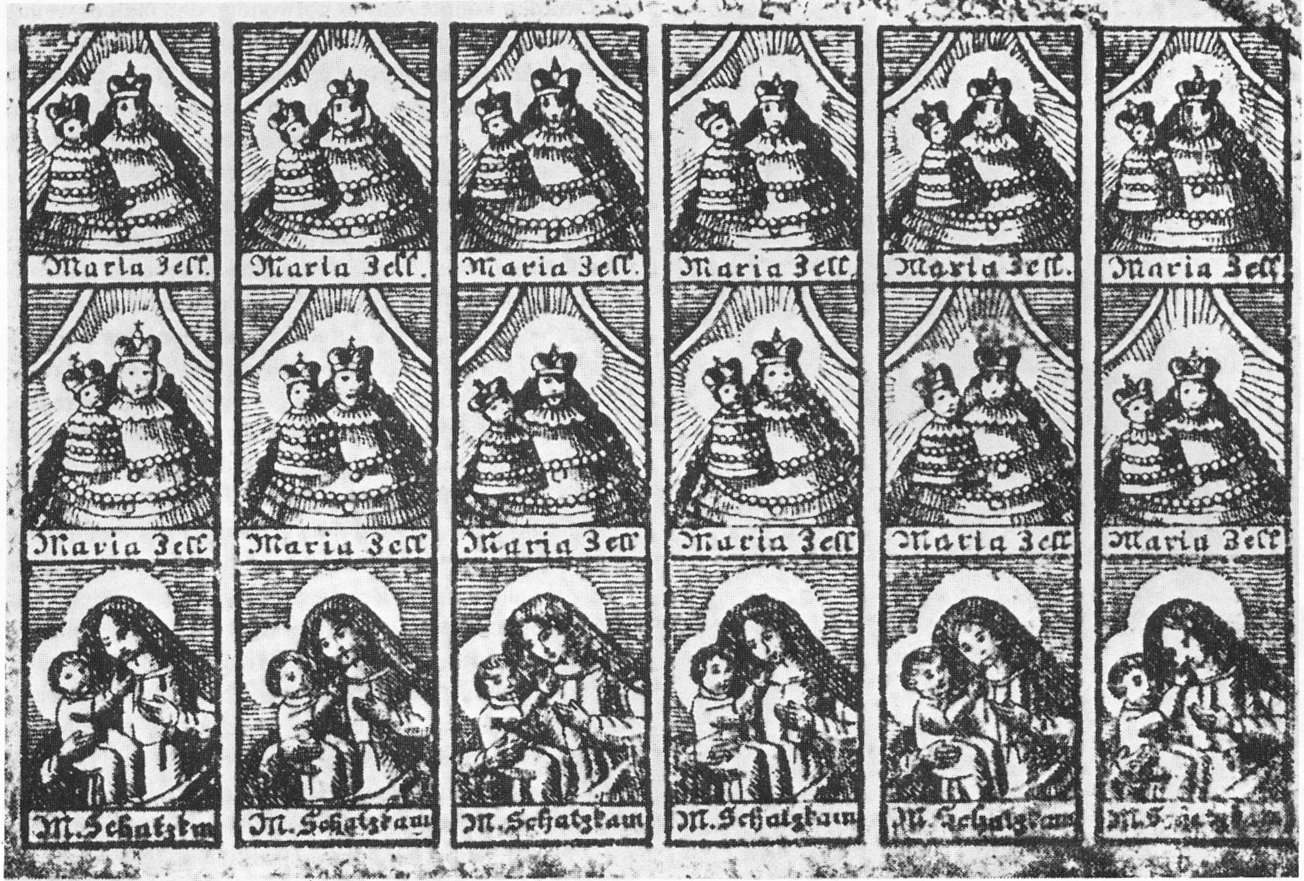
Ein Bogen Schluckbildchen mit dem Mariazeller Gnadenbild, Kupferstich aus dem 18. Jahrhundert

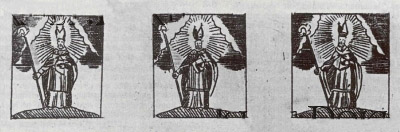
Ein Streifen Schluckbildchen für das Vieh mit einer Darstellung des Viehpatrons St. Erhard. Kupferstich, 19. Jahrhundert

Schluckbildchen sind kleine Zettel, auf denen ein Kultbild dargestellt ist und die vom 18. bis zum 20. Jahrhundert als religiöse Volksmedizin verwendet wurden. Der Gläubige maß den Schluckbildchen als Bestandteil der „geistlichen Hausapotheke“ Heilkräfte zu, die er durch das Verspeisen der Zettelchen in sich aufnehmen wollte. Lediglich mit Text versehene Blättchen für denselben Anwendungszweck nennt man Esszettel.

## Gestaltung

### Esszettel
Esszettel wurden mit Sinnsprüchen, Heiligennamen, Gebeten oder Bibelversen versehen, die abgekürzt oder zu Sigillen abgewandelt waren. Gelegentlich verwendete man rotes Papier. In Holstein gab man einem Fieberkranken einen Zettel mit der Aufschrift „Fieber bleib aus / N.N. ist nicht zu Haus“. In protestantischen Regionen wie Württemberg, Ostfriesland, Oldenburg oder Hamburg ließ man den Patienten seine Krankheit symbolisch aufessen, indem man seinen Namen, sein Geburtsdatum oder eine Besprechungsformel auf einen Zettel schrieb, diesen in Brot oder Obst steckte und dem Kranken zu essen gab.
Mit handgeschriebenen oder gedruckten Esszetteln (Fresszetteln) wurden auch Tiere behandelt. So gab man ihnen gegen „raserey und taubsucht“ Briefchen zu fressen; bei Tollwut glaubte man an die Wirksamkeit der Satorformel. Im Isarwinkel wurden dem Vieh vor allem Esszettel gegen Milzbrand gegeben, weshalb man sie auch „Brandzettel“ nannte.
Gedruckte Esszettel dieser Art, die von den Kirchen stets als Aberglaube bezeichnet wurden, sind kaum erhalten. Unter anderem werden in der Literatur dreieckige Formen erwähnt, die allerdings nicht nur zum Essen dienten. Bei dieser Variante wurde ein Wort oder eine Formel reihenweise wiederholt, wobei zu Beginn oder Ende jeder Zeile ein oder zwei Buchstaben wegfielen. Diese Anordnung drückte den Wunsch nach allmählichem Abnehmen der Krankheit aus.
Bei den überlieferten gedruckten Esszetteln handelt es sich um Restbestände von Massenware, wie sie auf Wallfahrtsmärkten angeboten wurde. Derartige Esszettel wurden in ganzen Bögen gedruckt und waren dort briefmarkenartig angeordnet. Die Beschriftung war entweder identisch oder wechselte sich reihenweise ab. Von letzterer Ausführung, die auch „Lukaszettel“ genannt wurde, hat sich eine Kupferdruckplatte erhalten. Mitunter waren Esszettel beidseitig bedruckt, hier ergänzte sich bisweilen der Text auf der Vorder- und Rückseite. Derartige Esszettel werden gelegentlich für die ältesten gehalten.

### Schluckbildchen
Schluckbildchen waren meist von quadratischem, hochrechteckigem oder rundem Format und hatten eine Kantenlänge von 5 bis 20 mm. Damit waren sie die kleinste Form der Andachtsgrafik. Bildchen aus dem Ende des 19. Jahrhunderts waren zum Teil größer, so die in Einsiedeln hergestellte Variante (32 × 22 mm).
Auch Schluckbildchen wurden bogenweise auf leichtem Papier hergestellt, wobei manche Bögen über 130 Stück fassen konnten. Möglich waren sowohl Serien desselben Motivs als auch ganz vermischte Motive, die aber stets im selben Stil gehalten waren.
Schluckbildchen sind erst nach dem Mittelalter nachweisbar. Bis zum 19. Jahrhundert handelte es sich meist um Kupferstichdrucke, wenn auch vereinzelt (zum Beispiel in Mariazell) im Holzschnittverfahren bedruckte Zettel vorkamen. Später verwendete man Lithografien, im 20. Jahrhundert auch fotomechanische Reproduktionen alter Vorlagen.
Schluckbildchen zeigen meist die Jungfrau Maria als Gnadenbild eines bestimmten Wallfahrtsorts, seltener andere Heilige oder Darstellungen aus der christlichen Ikonographie, wie das Nomen sacrum oder der Titulus INRI. Häufig ist unter dem Motiv eine Beschriftung angebracht, die den Wallfahrtsort oder den dargestellten Heiligen benennt. Oftmals war man bemüht, auch Details des Gnadenbilds zu übernehmen. Die Symmetrie von rechteckigen, dreieckigen, rauten-, kreis- oder ellipsenförmigen Rahmenelementen konzentrierte die Bildwirkung auf das zentrale Motiv. Auch Ausdrucksmittel wie Strahlenkränze und das Schweben auf Wolken betonten den transzendenten Charakter des Bildes.

## Hersteller und Verkauf
Esszettel wurden nicht nur von Händlern an Wallfahrtsorten, sondern auch von Quacksalbern verkauft. So ist überliefert, dass 1898 ein „Kurpfuscher“ in Sachsen umherzog und für freiwillige Beträge von 0,30 bis 1 Mark mit unleserlichem Gekritzel versehene Sympathiezettelchen Kranken zum Essen gab. Esszettel verschrieb auch 1913 ein sächsischer „Wunderdoktor“, der unter dem Namen „der Reinsdorfer Bergmann“ bekannt war.
Schluckbildchen wurden früher an allen Wallfahrtsorten vertrieben. Unter den Herstellern finden sich Namen wie:
- F. Gutwein, Augsburg
- J. M. Söckler, München
- F. Pischel, Linz
- Jos. Nowohradsky, Graz
- Frères Benziger, Einsiedeln.

Die zur Tierheilung verwendeten „Brandzettel“ waren bei den Franziskanern in Tölz zu erhalten. Schluckbildchen waren mitunter ein florierendes Geschäft einiger Klöster. Noch Anfang der 1970er Jahre wurden Schluckbildchen in Mariazell, Neapel und Santa Maria del Carmine in Florenz verkauft. Aus Rom wurden Schluckbilder des Gnadenbilds Unserer Lieben Frau von der immerwährenden Hilfe weltweit versandt. Der Ethnologe Dominik Wunderlin, Abteilungsleiter am Museum der Kulturen Basel, berichtete 2005, dass ein nicht namentlich genanntes Frauenkloster in Bayern noch Schluckbildchen an der Pforte abgebe.

## Anwendung
Wie die Bezeichnungen „Schluckbildchen“ und „Esszettel“ nahelegen, war die Hauptfunktion die einer geistlichen Medizin, in der Barockzeit sprach man auch von „gratia medicinalis“. Als „papierne Pille“ wurden die Zettelchen in Wasser eingeweicht, aufgelöst oder Speisen beigegeben, um anschließend vom Kranken verschluckt zu werden. Das Einverleiben des Bildchens lässt sich als eine urtümliche, unmittelbare Form des Inbesitznehmens deuten, bei der das Inbild der Heilsperson dauerhaft in sich aufbewahrt wird. Sowohl der rituelle Aufwand, der zur Erfassung des Bildverständnisses betrieben werden musste, als auch die mit dem Bild verbundene Erinnerung an das gesamte Wallfahrtserlebnis steigerten die Wunderwirkung. Nicht gemindert wurde sie durch die Unleserlichkeit oder das Nichtverstehen des manchmal gar in schlechtem Latein verfassten Textes. Unklar ist, ob beim Verzehr des Zettels Parallelen zum eucharistischen Empfang der Hostie gesehen wurden.
Eine weitere – wenn auch weniger häufige – Verwendung konnten Schluckbildchen als Amulett finden, etwa eingeklebt in Wettersegen, Breverl oder Schutzbriefe. Überliefert ist außerdem die Nutzung als einfacher Bildschmuck von Lebkuchen und anderem Gebäck.
Im Bedarfsfall konnten auch kleine Andachtsbilder als Ersatz für Schluckbildchen dienen. Man verschluckte sie entweder im Ganzen oder riss kleine Stückchen von ihnen ab, die man in Wasser einweichte. Ebenfalls verwenden konnte man die kleinen Bilder der Tagesheiligen, die aus den sogenannten Manderlkalendern ausgeschnitten wurden.
Schluckbildchen wurden in der Hochreligion ebenso wie in der schlichten Volksreligion verwendet. Die römische Kongregation für die Glaubenslehre verkündete am 3. August 1903, dass, „sofern Aberglaube oder die Gefahr des Aberglaubens ausgeschlossen sei“, dem Gebrauch von Esszetteln nichts im Wege stehe. Nach Eduard Stemplinger hingegen hat die Kongregation am 29. Juli 1903 ausdrücklich festgestellt, dass es kein Aberglaube sei, Madonnenbilder auf Papier in Wasser aufgelöst oder zu Pillen gedreht zu verschlucken, um Krankheiten zu heilen.

## Verwandte Objekte

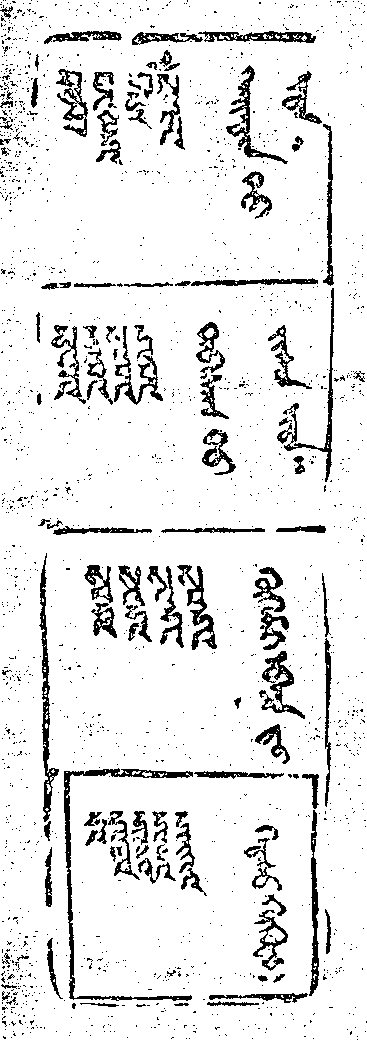
Mongolische Esszettel

Esszettel waren als „Fieberzettel“ bereits in der Antike bekannt. Im karolingischen Indiculus superstitionum ist vom Verzehr eines in Brot eingebackenen Götterbildes die Rede.
In der spätrömischen Medizin verwendete man die Asche verbrannter Papyruszettel („charta combusta“) als Zutat für Salben und für oral oder rektal anwendbare Medikamente. Derartige Zettel sollten allerdings sowohl beschriftet als auch unbeschriftet ihre Heilwirkung entfalten.
Parallelen zu den Esszetteln weisen die am Ende des 18. Jahrhunderts von den Minoriten in Graz ausgegebenen „Fieberhostien“ auf. Auch um die Wende zum 15. Jahrhundert wurden Oblaten als Heilmittel genutzt, wie aus den Bluemen der tugent des Tirolers Hans Vintler hervorgeht: „Vil di wellen auf oblat schreiben / und das Fieber damit vertreiben“.
Ein weiteres Beispiel sind die bis ins 20. Jahrhundert verbreiteten Schabmadonnen aus Ton, von denen man Material abschabte und aß. Zu gleichen Zwecken verwendete man das Wasser, mit dem Reliquien und ähnliche Objekte abgewaschen wurden. Auch die im Dreißigjährigen Krieg als „Passauer Kunst“ bekannten Schutzzettel wurden bisweilen unter Einhaltung ritueller Regeln verschluckt.
Wie ein in den 1920er Jahren in der östlichen Mongolei gefundener Druckstock beweist, waren auch im dortigen Kulturkreis Esszettel in Gebrauch. Auf kleinen Feldern von je etwa 34 × 29 mm enthält der Druckstock verschiedene tibetische Zauberformeln mit dazugehörigem Anwendungszweck. Offenbar entstammte er der tibetischen lamaistischen Volksmedizin und gehörte womöglich einem lamaistischen Wanderarzt. Je nach Indikation gaben die Zettelchen verschiedene Gebrauchsanweisungen, etwa „Iß es bei Grippe“ oder „Iß neun bei Brustschmerzen“.
Aus Uganda ist bekannt, dass Ende der 1990er Jahre Anhänger eines berühmten christlich-charismatischen Predigers und Wunderheilers dessen Fotografie in Wasser einweichten und dann davon tranken, um sich einen Teil seiner Heilkraft einzuverleiben.

## Nachweise
1. 1 2  Richter, Sp. 43
2. ↑  St. Galler Tagblatt: Hilfreiche Fresszettel im Ortsmuseum (Memento vom 26. März 2018 im Internet Archive), Artikel vom 28. Februar 2009
3. ↑  Adolph Franz: Die kirchlichen Benediktionen im Mittelalter. Bd. 2, S. 454, Anm. 2. Freiburg/Br. 1909. Zitiert in Christoph Kürzeder: Als die Dinge heilig waren. Gelebte Frömmigkeit im Zeitalter des Barock. S. 130. Schnell & Steiner, Regensburg 2005, ISBN 3-7954-1769-4
4. ↑  Schneegass, S. 29
5. ↑  Margarete Ruff: Zauberpraktiken als Lebenshilfe: Magie im Alltag vom Mittelalter bis heute, S. 154. Campus, Frankfurt/Main 2003, ISBN 3-593-37380-7
6. ↑  Richter, Sp. 44
7. ↑  Dominik Wunderlin: Volksfrömmigkeit in der Vergangenheit. Exemplarisch dargestellt an Objekten der Sammlung Dr. Edmund Müller (Memento des Originals vom 29. April 2016 im Internet Archive)  Info: Der Archivlink wurde automatisch eingesetzt und noch nicht geprüft. Bitte prüfe Original- und Archivlink gemäß Anleitung und entferne dann diesen Hinweis.
8. ↑  Wolfgang Brückner: Eßzettel. In Lexikon für Theologie und Kirche. Bd. 3, Sp. 894. Herder, Freiburg 1993, ISBN 3-451-22003-2.
9. ↑  Lenz Kriss-Rettenbeck: Bilder und Zeichen religiösen Volksglaubens. S. 45. Callwey, München 1963
10. ↑  Philipp Schmidt: Frömmigkeit auf Abwegen (= Morus-Kleinschriften, Nr. 32), S. 7. Morus-Verlag, Berlin 1955. Zitiert bei Richter, Sp. 47.
11. 1 2  Eduard Stemplinger: Antike und moderne Volksmedizin (= Das Erbe der Alten 2; 10), S. 65. Dieterich, Leipzig 1925.
12. ↑  Walther Heissig: Heilung durch Zettelschlucken. In Walther Heissig, Claudius C. Müller (Hrsg.): Die Mongolen. Bd. 2. Pinguin-Verlag, Innsbruck 1989, ISBN 3-7016-2297-3
13. ↑  Heike Behrend: Photo Magic: Photographs in Practices of Healing and Harming in East Africa. Journal of Religion in Africa 33, 22 (August 2003): 129–145, ISSN 0022-4200